# Немецкий бракк
Немецкий бракк (нем. Deutsche Bracke) — мелкая гончая.

## История породы
Возникла в западной части Германии. По облику похожа на старинных кельтских гончих. Местные гончие в разных регионах образовали местные разновидности: вестфальский бракк, зауэрландский бракк, штайнбракк. Три разновидности были объединены под эгидой клуба гончих, основанного в 1896 году в Ольпе. Название «немецкий бракк» стало применяться начиная с 1900 года. Международная кинологическая федерация признавала самую мелкую разновидность — штайнбракка, или зауэрландского бракка, — в качестве отдельной породы, но в 1955 году исключила её из номенклатуры пород. Современный немецкий бракк образован смешением местных разновидностей.

## Внешний вид
Гончая ниже среднего роста (высота в холке 40-53 см). Собака лёгкая, элегантная, довольно высоконогая, с крепким костяком, слегка растянутого формата. Голова сухая, череп слегка уплощённый, морда длинная, с горбинкой. Висячие уши посажены на уровне глаз, прилегают к голове, длинные и широкие. Мочка носа тёмная, в середине имеется полоса телесного цвета. Хвост типичной для гончей формы, не очень толстый.
Шерсть короткая с довольно длинной остью, грубая, плотно прилегающая. Живот хорошо покрыт шерстью, на задней части бёдер и нижней стороне хвоста небольшие очёсы. Окрас трёхцветный: от красного до жёлтого с чёрным седлом или плащом и с типичными для бракков белой проточиной на голове, белой мордой, воротником, грудью, конечностями и кончиком хвоста.

## Темперамент и использование
Характер уравновешенный, с выраженной охотничьей страстью. Немецкие бракки обладают выдающимися охотничьими способностями, очень выносливы, могут работать по свежему и старому следу, молча или с голосом. Может научиться отыскивать и подавать дичь. Для содержания в качестве компаньона не подходит.